# Gonçalo Borges
Gonçalo Óscar Albuquerque Borges (Lissabon, 29 maart 2001) is een Portugees voetballer die doorgaans als aanvaller speelt.

## Clubcarrière

### Porto
Borges maakte zijn professionele debuut op het tweede niveau in Portugal namens Porto B tegen Sporting Covilhã op 11 augustus 2019. Ruim twee jaar later volgde zijn debuut voor de A-ploeg. Op 15 december 2021 kwam hij in actie tegen Rio Ave. Een maand daarna kwam zijn Primeira Liga-debuut, waarin hij acht minuten voor tijd invallen tegen B-SAD. Door deze invalbeurt mocht hij aan het eind van het seizoen een kampioensmedaille in ontvangst nemen.
In het daaropvolgende seizoen maakte Borges flink meer speelminuten, hij kwam in het eerste elftal tot 20 wedstrijden.

### Feyenoord
Tijdens de open dag van Feyenoord, op 20 juli 2025, werd Borges officieel gepresenteerd als nieuwe speler van de Rotterdammers. Hij tekende een vierjarig contract.

## Clubstatistieken
| Seizoen                    | Club           | Competitie     | Competitie | Competitie | Beker | Beker | Int. | Int. | Overig | Overig | Totaal | Totaal |
| Seizoen                    | Club           | Competitie     | Wed.       | Dlp.       | Wed.  | Dlp.  | Wed. | Dlp. | Wed.   | Dlp.   | Wed.   | Dlp.   |
| -------------------------- | -------------- | -------------- | ---------- | ---------- | ----- | ----- | ---- | ---- | ------ | ------ | ------ | ------ |
| 2021/22                    | FC Porto       | Primeira Liga  | 1          | 0          | 1     | 0     | 0    | 0    | 0      | 0      | 2      | 0      |
| 2022/23                    | FC Porto       | Primeira Liga  | 10         | 0          | 6     | 0     | 4    | 0    | 0      | 0      | 20     | 0      |
| 2023/24                    | FC Porto       | Primeira Liga  | 17         | 0          | 7     | 0     | 3    | 0    | 1      | 0      | 28     | 0      |
| 2024/25                    | FC Porto       | Primeira Liga  | 26         | 2          | 2     | 0     | 9    | 0    | 1      | 0      | 38     | 2      |
| Clubtotaal                 | Clubtotaal     | Clubtotaal     | 54         | 2          | 16    | 0     | 16   | 0    | 2      | 0      | 88     | 2      |
| 2025/26                    | Feyenoord      | Eredivisie     | 0          | 0          | 0     | 0     | 0    | 0    | 0      | 0      | 0      | 0      |
| Clubtotaal                 | Clubtotaal     | Clubtotaal     | 0          | 0          | 0     | 0     | 0    | 0    | 0      | 0      | 0      | 0      |
| Carrièretotaal             | Carrièretotaal | Carrièretotaal | 54         | 2          | 16    | 0     | 16   | 0    | 2      | 0      | 88     | 2      |
| Bijgewerkt op 20 juli 2025 |                |                |            |            |       |       |      |      |        |        |        |        |

## Interlandcarrière
Borges vertegenwoordigde in de periode 2016 tot en met 2022 verschillende Portugese jeugdelftallen, waaronder Portugal onder 18 en Portugal onder 21.

## Erelijst
Porto Onder 19
UEFA Youth League:
- Winnaar (1): 2018/19

 Porto
Primeira Liga:
- Winnaar (1): 2021/22

Taça de Portugal:
- Winnaar (2): 2022/23, 2023/24

Taça da Liga:
- Winnaar (1): 2022/23

Supertaça:
- Winnaar (4): 2022, 2024